# Oleg Kutscherenko
Oleg Kutscherenko, född 20 december 1968, är en ukrainsk brottare som tog OS-guld i lätt flugviktsbrottning i den grekisk-romerska klassen 1992 i Barcelona. Han tävlade för Förenade laget.